# Oxyethira longispinosa
Oxyethira longispinosa är en nattsländeart som beskrevs av Kumanski 1987. Oxyethira longispinosa ingår i släktet Oxyethira och familjen smånattsländor. Inga underarter finns listade i Catalogue of Life.